# Obojeni
Obojeni (Afrikaneri; afr. Kleurlige, engl. Coloureds) nehomogeno su južnoafričko stanovništvo nastanjeno u Južnoafričkoj Republici (3,171,000), Namibiji (184,000), Lesotu (1,100), te u europskim državama Ujedinjeno Kraljevstvo (259,000), i u Švicarskoj 11,000. Svih skupa 2006. godine ima ih u 5 država oko 3,625,000. Obojeni ili Afrikaneri, kako se često nazivaju, služe se burskim jezikom afrikaans, članom germanske jezične porodice, a osim burskog jezika poprimili su i njihovu kulturu i ime. Porijeklo ovog jezično germaniziranog naroda je od Hotentorskih plemena Nama i Griqua, bijelaca (uglavnom Nizozemaca) koji su se ženili crnkinjama, raznih crnačkih skupima iz Južnoafričke Republike, otoka Madagaskara, Javanaca, malajskih robova koji su ovamo dopremljeni sredinom 17. stoljeća (1657.) i raznih naroda iz Indije, koji su 1860. došli na rad na plantaže. Klasne i socijalne razlike između Obojenih-Afrikanera te bijelih Bura i Angloafrikanaca su velike.
Obojeni se međusobno razlikuju prema svome porijeklu. U području Capea nastanjeni su Kapski Malajci, Kapski Obojeni, i hotentotsko pleme Griqua. Skupine Kapskih Malajaca imaju danas u sebi malajske, indijske, kineske i malgaške krvi. Ovaj narod danas uglavnom živi u Cape Townu.  Griqua su naseljeni na sjeveru Capea i imaju jaku primjesu bjelačke krvi, što je posljedica miješanja zadnjih 200 godina. 
Obojeni su tradicionalno ribari, te radnici na farmama bijelaca i sluge u bjelačkim domaćinstvima.

## Poznate osobe
- Lesley Ann Brandt; glumica

## Vanjske poveznice
- Apartheid And The Coloured People Of South Africa  Arhivirana inačica izvorne stranice od 6. ožujka 2009. (Wayback Machine)
- The Vibrant, Colourful, Coloured People Of South Africa
- Peoples of Cape Town  Arhivirana inačica izvorne stranice od 20. veljače 2009. (Wayback Machine)